# Kabaağaç
Kabaağaç ist ein Dorf im Landkreis Sarayköy der türkischen Provinz Denizli. Kabaağaç liegt etwa 42 km nordwestlich der Provinzhauptstadt Denizli und 19 km westlich von Sarayköy. Kabaağaç hatte laut der letzten Volkszählung 327 Einwohner (Stand Ende Dezember 2010).